# Felix Stilz
Felix Stilz (* 30. Dezember 1928 in Gemünden, Hunsrück; † 3. Oktober 2017 in Freiburg) war ein deutscher Steuerberater, der für sein ehrenamtliches Engagement, u. a. im Freiburger Münsterbauverein und die „Stiftung Freiburger Münster“, mit dem Bundesverdienstkreuz 1. Klasse und „für Verdienste um die katholische Kirche“ mit der Komtur des Silvesterordens  ausgezeichnet wurde.

## Leben
Stilz wuchs in einer kinderreichen Familie in einfachen Verhältnissen auf. Auf Vorschlag des Dorfpfarrers, der die Begabung des Jungen erkannt hatte, kam er zu einem Onkel nach Freiburg/Br., wo er das Friedrich-Gymnasium besuchte. Es folgte ein Studium der Volks- und Betriebswirtschaft. Dort wurde er Mitglied der katholischen Studentenvereines Unitas in Freiburg, der er bis heute angehört.
Im November 1957 legte er an der Rechts- und staatswissenschaftlichen Fakultät der Universität Freiburg seine Promotionsschrift vor. 1955 hatte er bereits eine Steuerkanzlei eröffnet, die er ab Ende der 1950er Jahre gemeinsam mit seiner Ehefrau Ruth führte.
Neben seiner beruflichen Tätigkeit setzte sich Stilz für die bauliche Erhaltung des Freiburger Münsters ein. Von Mitte der 1980er Jahre bis Mitte 2007 war er Schatzmeister des Freiburger Münsterbauvereins. Im Jahr 2000 war er Mitbegründer der Stiftung Freiburger Münster (seit 2018 Freiburger Münsterstiftung), der er in den Anfangsjahren auch vorstand. 2006 gründete er die Felix-und-Ruth-Stilz-Stiftung, die der Münsterstiftung zugeordnet ist, und stattete sie mit einem beachtlichen Stiftungsvermögen aus.
Darüber hinaus war er 1985 Gründungsmitglied des Vereins Procaritate e. V., der sich insbesondere wohnsitzloser Menschen annimmt. Zudem engagierte sich Stilz im Vorstand der Steuerberaterkammer und als Mitglied im Prüfungsausschuss für Steuerberater beim Finanzministerium Baden-Württembergs. Des Weiteren war er Mitglied im Beirat der Universität Freiburg, im Beirat des „Verbands der Freunde der Universität Freiburg“ und im „Rotary Club Freiburg“.

## Ehrungen
- 2009: Komtur des Silvesterordens[2][7]
- 2010: Verdienstkreuz 1. Klasse der Bundesrepublik Deutschland[6]

## Schriften
- Die Investitionssteuer in betriebswirtschaftlicher Betrachtung. Freiburg i. B., Rechts- u. staatswiss. F., Diss. v. 26. Nov. 1957